# Gare de Szemeretelep
La gare de Szemeretelep (en hongrois : Szemeretelep vasútállomás) est une gare ferroviaire secondaire de Budapest. 